# Spring Roll Dream
 (juillet 2022).
 (août 2022).
 (juin 2023).
Il peut être nécessaire de l'améliorer pour respecter le principe de neutralité de point de vue. Veuillez consulter la page de discussion pour plus de détails.

Spring Roll Dream est un court métrage d'animation britannique sorti en 2022, en stop motion dramatique de 10 minutes réalisé par Mai Vu et produit dans le cadre de son école, la National Film and Television School (NFTS).

## Synopsis
Linh est une mère célibataire vietnamienne qui a réussi à se forger une vie pour elle et son fils en Amérique. Mais lorsque son père lui rend visite et insiste pour préparer à la famille un repas traditionnel vietnamien, Linh est confrontée au passé et à la culture qu'elle a laissée derrière elle et se demande quelle est sa place dans la nouvelle vie de sa famille.

## Mai Vu
Mai Vu est une animatrice-réalisatrice d'animation originaire de Sai Gon, au Vietnam. Elle a commencé à réaliser des courts métrages en stop-motion en 2010, et a commencé à écrire, animer et réaliser dans la série en stop-motion Say Hi To Pencil (2012 - 2019). En 2020, elle a commencé le MA Directing Animation à la National Film and Television School, au Royaume-Uni, pour poursuivre sa carrière de réalisatrice et raconter des histoires d'un point de vue asiatique.

## Récompenses
Le court-métrage remporte en 2022 le prix Lights On Women de L'Oréal Paris qui récompense durant le Festival de Cannes chaque année une jeune réalisatrice dont le court-métrage a été sélectionné dans une catégorie du festival. Le prix a été remis  par l'actrice Kate Winslet pour la deuxième année consécutive. 
Spring Roll Dream a été sélectionné à la Cinéfondation (sélection d'oeuvres de réalisateurs débutants se faisant en parallèle du festival) de la même année.

## Fiche technique
- Réalisatrice : Mai Vu
- Scénariste : Chloe White
- Producteur : Thijme Grol
- Directrice de la photographie : Martyna Jakimowska
- Décoratrice : Nathalie Carraro
- Directeurs de production : Nikoleta Slezakova, Ciara McKenna
- Éditeur : Mira Thu
- Son : Carlos San Juan Juanchi
- Compositeur : Sam Rapley
- Effets spéciaux : Jurrian van Vuuren

## Distribution
- Elyse Dinh : Linh
- Bui Bai Binh : Sang
- Jarlan Bogolubov : Alan